# Terry y los piratas
Terry y los piratas es el título de una historieta seriada estadounidense (Terry and the Pirates) creada por Milton Caniff en 1934 y continuada por George Wunder desde el 30 de diciembre de 1946 (el día después de que lo dejara Caniff) hasta el 25 de febrero de 1973.
Milton Caniff comenzó a publicar la serie el 22 de octubre de 1934 en tiras diarias y poco después, el 9 de diciembre del mismo año, un serial paralelo con otra aventura de los personajes.
En 1936 concluyeron ambos seriales: el diario, el 22 de agosto; y el dominical, el 23 de agosto. Al día siguiente se comenzó a publicar una historia que unificaría la acción de las tiras y de los dominicales.
Terry y los piratas fue publicada muy pronto en otros países. En España, en la revista Mickey, de la Editorial Molino.

## Argumento
La aventura comienza a mediados de los años 30 con el joven estadounidense Terry Lee llegando a China con su amigo el periodista Pat Ryan. Los dos buscan una mina perdida, y se les une George Webster "Connie" Confucius, un guía local. Juntos tendrán que enfrentarse a piratas y demás villanos entre los que destaca la fascinante mujer fatal Dragon Lady, quien se convertirá en aliada de Terry con motivo de la Segunda Guerra Mundial. Durante la contienda Terry se convertirá en piloto de la USAF, Pat se unirá a la marina y Dragon Lady será una de las dirigentes de la resistencia contra los invasores japoneses. Tras la guerra Terry seguirá trabajando para el gobierno.  

## En la literatura mundial
Gabriel García Márquez nombra la serie en su novela La mala hora:

"Un agente de policía leía tumbado bocarriba en un catre de campaña. Estaba tan absorto en la lectura que no advirtió la presencia del padre sino cuando oyó el saludo. Enrolló la revista y se sentó en el catre.

-¿Qué lee?- preguntó el padre Ángel.

- Terry y los piratas."

También hace mención de ella el mismo autor en el cuento La noche de los alcaravanes, recogido en la colección Ojos de perro azul.

## Notas y referencias

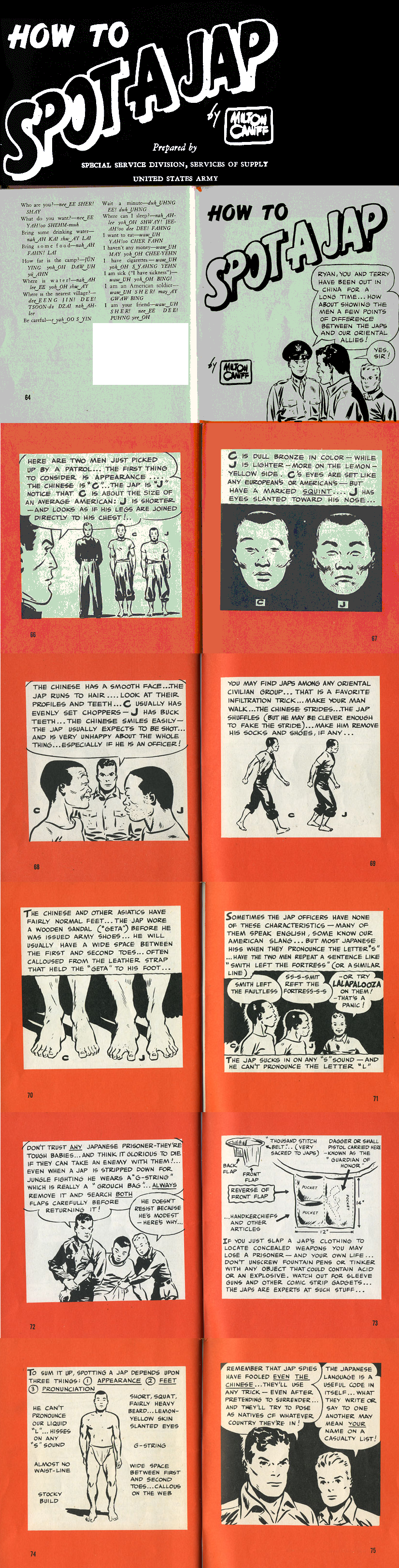
La historieta de 1942 Cómo reconocer a un japonés.